# Johannes van Damme
Johannes van Damme (Middelburg, 1 juni 1935 – Singapore, 23 september 1994) was een Nederlandse zakenman, die in Singapore werd opgehangen na ter dood veroordeeld te zijn voor de smokkel van heroïne.
Van Damme woonde enige tijd in Nigeria en was ten tijde van zijn arrestatie, proces en gevangenschap ook getrouwd met een Nigeriaanse vrouw. Hij werd op 27 september 1991 gearresteerd op het vliegveld van Singapore. In een valse bodem in zijn koffer werd 4,32 kilogram heroïne aangetroffen. Op het bezit van meer dan 15 gram heroïne staat in Singapore de doodstraf. Het eerste proces tegen hem vond plaats in april 1993. Van Damme beweerde opgelicht te zijn door zijn Nigeriaanse zakenpartner, maar de rechter veegde dit argument van tafel.
In november 1993 vond het hoger beroep plaats en daarbij werd het doodvonnis bevestigd. Het clementievoorstel, dat ondersteund werd door de Nederlandse regering, werd door de president van Singapore verworpen. Ook een brief van koningin Beatrix aan de president van Singapore kon niet voorkomen dat Van Damme als eerste Europeaan sinds de onafhankelijkheid in Singapore werd opgehangen. Op vrijdagochtend 23 september 1994 tussen zes uur en half zeven werd het vonnis voltrokken in de Changi-gevangenis. Naderhand zou de Nederlandse sociaal werker Guus van Bladel, die hem tijdens zijn gevangenschap veel bezocht en bijstond, verklaren dat Van Damme inderdaad schuldig was geweest. Tegenover hem had hij toegegeven uit geldnood heroïne te hebben gesmokkeld. In een kranteninterview zei Van Bladel verder dat volgens hem de Nigeriaanse vrouw van Van Damme hierbij een kwalijke rol speelde.
In januari 2020 kwam naar buiten dat uit notulen van de Ministerraad, vrijgegeven door het Nationaal Archief, blijkt dat de honorair consul van Singapore het kabinet had aangeboden om voor 40.000 gulden Van Damme te redden van de doodstraf. Onbekend is hoe de honorair consul dit had willen bewerkstelligen. De minister van Buitenlandse Zaken, Hans van Mierlo, wees het aanbod af.
Het kabinet was verdeeld over de vraag of er, vanwege de executie van Van Damme, sancties moesten worden ingevoerd tegen Singapore. Wel zag minister Van Mierlo af van deelname aan een overleg waar Singapore bij betrokken was en werd de ambassadeur van Singapore ontboden.